# Frisco Bowl 2018
Match précédent Match suivant
Le Frisco Bowl 2018 est un match de football américain de niveau universitaire joué après la saison régulière de 2018, le 19 décembre 2018 au Toyota Stadium de Frisco dans l'État du Texas aux États-Unis.
Il s'agit de la 2e édition du Frisco Bowl.
Le match met en présence l’ équipe des Aztecs de San Diego State issue de la Mountain West Conference et l’équipe des Bobcats de l'Ohio issue de la Mid-American Conference.
Il débute à 19 heures, heure locale et est retransmis à la télévision par ESPN.
Sponsorisé par la société Destination XL Group (en), le match est officiellement dénommé le 2018 DXL Frisco Bowl.
Les Bobcats de l'Ohio gagnent le match sur le score de 27 à 0.

## Présentation du match
| Équipes                                                                                          | Conférences | Entraîneurs       | Stats. saison rég. | Classements avant le bowl CFP-AP-Coaches |
| ------------------------------------------------------------------------------------------------ | ----------- | ----------------- | ------------------ | ---------------------------------------- |
| Aztecs de San Diego State                                                                        | MWC         | Rocky Long (en)   | 7 - 5              | NC                                       |
| Bobcats de l'Ohio                                                                                | MAC         | Frank Solich (en) | 8 - 4              | NC                                       |
| Arbitre : Jason Autrey (Sun Belt) Équipe donnée favorite par les bookmakers : Ohio par 3 points. |             |                   |                    |                                          |

Même si le bowl est lié avec l'American Athletic Conference, celle-ci n'a pu fournir d'équipe pour participer au Frisco Bowl, les Knights d'UCF ayant accepté de participer au Fiesta Bowl 2019. Les organisateurs ont donc cherché une équipe éligible disponible et parviennent à un accord avec les Bobcats de l'Ohio pour rencontre les Aztecs de San Diego State.
Il s'agit de la première rencontre entre ces deux équipes.

### Aztecs de San Diego State
Avec un bilan global en saison régulière de 7 victoires et 5 défaites (4-4 en matchs de conférence), San Diego State est éligible et le 2 décembre, accepte l'invitation pour participer au Frisco Bowl de 2018.
Ils terminent 4e de la West Division de la Mountain West Conference derrière #19 Fresno State, Nevada et Hawaii.
À l'issue de la saison 2018 (bowl non compris), ils n'apparaissent pas dans les classements CFP, AP et Coaches.
Il s'agit de leur première apparition au Frisco Bowl.

### Bobcats de l'Ohio
Avec un bilan global en saison régulière de 8 victoires et 4 défaites (6-2 en matchs de conférence), Ohio est éligible et accepte le 2 décembre l'invitation pour participer au Frisco Bowl de 2018.
Ils terminent 3e de la East Division de la Mid-American Conference derrière Buffalo et Miami.
À l'issue de la saison 2018 (bowl non compris), ils n'apparaissent pas dans les classements CFP, AP et Coaches.
Il s'agit de leur première apparition au Frisco Bowl.

## Résumé du match
Résumé et photo sur la page du site francophone The Blue Pennant
Début du match à  19 h 05, fin à 21 h 56  pour une durée totale de jeu de 2  h 51 min.
Températures de 13 °C, vent d'OSO de 6 km/h , pluie .
| QT          | Temps       | Drive       | Drive       | Drive       | Équipe      | Description de l'action | Score | Score |
| QT          | Temps       | Jeux        | Yards       | TDP         | Équipe      | Description de l'action | SDSU  | OHIO  |
| ----------- | ----------- | ----------- | ----------- | ----------- | ----------- | --- | ----- | ----- |
| 1           | 02:20       | 12          | 66          | 06:50       | OHIO        | FG de 30 yards par K Zervos Louie | 0     | 3     |
| 2           | 07:57       | 15          | 72          | 06:55       | OHIO        | TD à la suite d'une course de 9 yards par QB Nathan Rourke + 1 point de conversion par K Zervos Louie                                              | 0     | 10    |
| 2           | 00:07       | 5           | 55          | 00:54       | OHIO        | TD à la suite d'une course de 11 yards par QB Nathan Rourke + 1 point de conversion par K Zervos Louie                                             | 0     | 17    |
| 3           | 11:33       | 7           | 66          | 03:27       | OHIO        | FG de 26 yards par K Zervos Louie | 0     | 20    |
| 4           | 12:41       | 4           | 56          | 02:02       | OHIO        | TD de 35 yards par WRWide Receiver Andrew Meyer à la suite d'une réception de passe de QB Nathan Rourke + 1 point de conversion par K Zervos Louie | 0     | 27    |
| Score final | Score final | Score final | Score final | Score final | Score final | Score final | 0     | 27    |

## Statistiques
| Système | Nom            | Équipe | Poste |
| ------- | -------------- | ------ | ----- |
| Attaque | A.J. Ouellette | Ohio   | RB    |
| Défense | Evan Croutch   | Ohio   | LB    |

| Statistiques                           | SDSU                                                  | OHIO                                                  |
| -------------------------------------- | ----------------------------------------------------- | ----------------------------------------------------- |
| 1er down                               | 18                                                    | 21                                                    |
| 1er down à la course                   | 10                                                    | 10                                                    |
| 1er down à la passe                    | 8                                                     | 10                                                    |
| 1er down suite pénalité                | 0                                                     | 1                                                     |
| Conversion de 3e down                  | 6/15                                                  | 6/11                                                  |
| Conversion de 4e down                  | 2/3                                                   | 2/2                                                   |
| Jeux–yards                             | 62 jeux pour 287 yards                                | 62 jeux pour 421 yards                                |
| Yards à la course                      | 26 courses pour 153 yards moyenne de 4,3 yards/course | 40 courses pour 215 yards moyenne de 5,4 yards/course |
| Yards à la passe                       | 134                                                   | 206                                                   |
| Passes : Réussies-Tentées-Interceptées | passes complétées, x interception                     | passes complétées, x interception                     |
| Réussite en zone rouge/chances         | 0/3                                                   | 4/4                                                   |
| TD                                     | 0                                                     | 3                                                     |
| Field Goals                            | 0/0                                                   | 2/2                                                   |
| Sacks (Nombre-Yards)                   | 1 pour 1 yard adverse perdu                           | 3 pour 19 yards adverses perdus                       |
| Fumbles (Nombre/Perdus)                | 3/1                                                   | 3/1                                                   |
| Pénalités (Nombre/Yards perdus)        | 4 pour 35 yards perdus                                | 0/0                                                   |
| Temps de possession                    | 28:23                                                 | 31:37                                                 |

| Quarterbacks        | Quarterbacks           | Quarterbacks                                                                                   |
| ------------------- | ---------------------- | ---------------------------------------------------------------------------------------------- |
| SDSU                | 9 - Agnew Ryan         | 11/14 passes complétées, 126 yards, 1 interception, 0 TD, 2 sacks subis, évaluation QB de 81,6 |
| OHIO                | 12 - Rourke Nathan     | 10/22 passes complétées, 206 yards, 1 interception, 1 TD, 1 sack subi, évaluation QB de 130    |
| Meilleurs coureurs  |                        |                                                                                                |
| SDSU                | 29 - Washington Juwan  | 19 courses pour 129 yards nets gagnés, 0 TD, moyenne de 6,8 yards/course                       |
| OHIO                | 45 - Ouellette A.J.    | 29 courses pour 164 yards nets gagnés, 0 TD, moyenne de 5,7 yards/course                       |
| Meilleurs receveurs |                        |                                                                                                |
| SDSU                | 13 - Richardson Isaiah | 3 réceptions pour 58 yards gagnés, 0 TD                                                        |
| OHIO                | 4 - White Papi         | 4 réceptions pour 90 yards gagnés, 0 TD                                                        |
| Meilleurs tacklers  |                        |                                                                                                |
| SDSU                | 33 - Baldwin Parker    | 9 tacles dont 5 en solo, 1 interception                                                        |
| OHIO                | 47 - Croutch Evan      | 11 tacles dont 5 en solo, 1,5 sacks (8 yards)2,5 TFL (9 yards)                                 |